# Semplicemente Mimì
Semplicemente Mimì è un album pubblicato dalla Sony Music nel 1998. Racchiude alcune canzoni registrate durante un concerto che Mia Martini tenne il 22 agosto 1993 in Piazza della marina - Isola di Procida.
Contiene La donna cannone (di Francesco De Gregori che non la compose apposta per lei come a volte viene scritto), e l'inedito E la vita racconta, registrato su provino nel 1994 e successivamente riarrangiato dal maestro Renato Serio col supporto dell'Orchestra Aurora.

## Tracce
1. E la vita racconta - 4:12  [studio - inedito]
2. Lacrime - 5:29
3. Danza pagana - 5:05
4. E non finisce mica il cielo - 4:45
5. La donna cannone - 6:33
6. Cu'mmè (duetto con Enzo Gragnaniello) - 5:09
7. Almeno tu nell'universo - 5:32
8. Inno - 6:29
9. La nevicata del '56 - 5:21
10. Gli uomini non cambiano - 4:40
11. Stiamo come stiamo - 4:21
12. Medley (Minuetto, Donna sola, Piccolo uomo, Per amarti) - 15:36